# Signals (альбом Rush)
Signals — дев'ятий студійний альбом канадського рок-гурту Rush, виданий в 1982 році.

## Список композицій
Автор слів Ніл Пірт, окрім зазначених інакше, автор музики Ґедді Лі і Алекс Лайфсон. 
| Перша сторона | Перша сторона                    | Перша сторона |
| #             | Назва                            | Тривалість    |
| ------------- | -------------------------------- | ------------- |
| 1.            | «Subdivisions»                   | 5:35          |
| 2.            | «The Analog Kid»                 | 4:47          |
| 3.            | «Chemistry» (Лі, Лайфсон і Пірт) | 4:57          |
| 4.            | «Digital Man»                    | 6:23          |

| Друга сторона | Друга сторона                  | Друга сторона |
| #             | Назва                          | Тривалість    |
| ------------- | ------------------------------ | ------------- |
| 5.            | «The Weapon» (Part II of Fear) | 6:24          |
| 6.            | «New World Man»                | 3:42          |
| 7.            | «Losing It»                    | 4:53          |
| 8.            | «Countdown»                    | 5:49          |

## Учасники запису
Rush
- Ґедді Лі — вокал, бас-гітара Rickenbacker 4001 і Fender Jazz Bass, синтезатори Minimoog, Oberheim OB-X і OB-Xa, OB-8, Roland Jupiter-8, педаль Moog Taurus, драм-машини Oberheim DSX і Roland TR-808
- Алекс Лайфсон — гітара Fender Stratocaster, педаль Moog Taurus
- Ніл Пірт — ударні Tama Drums, тарілки Avedis Zildjian, Wuhan China Type Cymbals

Додаткові музиканти
- Бен Мінк — електрична скрипка в «Losing It»

Технічний персонал
- Rush і Террі Браун — аранжування і продюсування
- Пол Нортфілд — звукорежисер і мікшування
- Боб Людвіг і Браян Лі — мастеринг
- Хью Сайм — оформлення

## Позиції в чартах

### Позиції в чартах
| Чарт (1982)     | Позиція |
| --------------- | ------- |
| Велика Британія | 3       |
| Канада          | 1       |
| Норвегія        | 33      |
| Нідерланди      | 31      |
| США             | 10      |
| Швеція          | 19      |